# F-100 و F-75 (أغذية)
F-100 و F-75 (تعرف أيضًا بـ«F-100 وF-75») هي منتجات ألبان علاجية صُمِمَت لعلاج سوء التغذية الحاد. في عام 1994 قامت منظمة العمل ضد الجوع (ACF) بريادة استخدام تركيبة اللبن 100 لعلاج سوء التغذية الشديد الحاد. في عام 1997 نجح باحث طبي فرنسي بالتعاون مع الشركة الفرنسية  نوتريست في صنع دهان كثيف بالمواد المغذية لعلاج سوء التغذية الحاد الشديد. تُستَخدم التركيبة في مراكز التغذية العلاجية حيث يدخل الأطفال ليتم معالجتهم. إبتكرت اللجنة العلمية لمنظمة العمل ضد الجوع تركيبة اللبن العلاجي (F-100) التي تُستخدم الآن من قبل جميع منظمات العون الإنسانية الرئيسية لعلاج سوء التغذية الحاد. ونتيجة لذلك، انخفض معدل وفيات الأطفال الذين يعانون من سوء التغذية الحاد دون سن الخامسة من 25 في المائة إلى 5 في المائة. تُستَخدم F-100 وغيرها من المنتجات الغذائية العلاجية على نطاق واسع من قبل عدد من منظمات العون الإنسانية، مثل منظمة اليونيسيف، ومنظمة العمل ضد الجوع، ومنظمة «قلق عالمي»، ومنظمة «ساري إنترناشيونال»، ومنظمة أطباء بلا حدود، عند معالجة سوء التغذية الحاد بين السكان الغير محصنين.
تُعتبر F-7 تركيبة الـ (بداية) وF-100 تركيبة الـ (لحاق) الأسماء تعني أن المنتج يحتوي بالتتابع على 75 و 100 الف سعرة حرارية في كل 100 مل. كلاهما يحتوي على العديد من الطاقة، الدهون، والبروتين، ويوفر كمية كبيرة من المواد الغذائية. المكونات تحتوي على بودرة لبن مكثف، زيت الطعام (أحيانا الشحوم)، مركبات فيتامين دكسترين. التركيبات يتم إعدادها عن طريق خلطها بالمياه المحلية. يتم استبدال عجين بلامبي نات أحيانًا بـ F-75 .F-100 يمكن أن يكون حبوب بدلاً من الحليب. F-100: لبن كامل الدسم 30 مل، ملعقتان صغيرتان سكر (10 جم)+ نصف معلقة صغيرة زيت الجليسريدات الثلاثية متوسطة الحلقات+ المياه ليصبح 100 مل. يوفر هذا 75 كيلوكالوري و 1 غرام بروتين. F-100 يوفر 100 سعرة حرارية و 3 غرام من البروتين. هناك أنواع أخرى مثل F-100 بكميات لاكتوز قليلة و F-75 خالي من اللاكتوز التي تستخدم في حالة الإسهال المستمر في سوء التغذية الحاد الشديد.